# Zelena rastlina v žari
Zelena rastlina v žari je slika olje na platnu francoskega slikarja Odilona Redona iz leta 1910-1912. Hranijo ga v Musée d'Orsay v Parizu.

## Opis in analiza
Med številnimi slikarjevimi šopki je ta velik. Kompozicija je edinstvena v poudarku na keramiki in igri med motivi vaze ter rožami in rastlinami, ki jih vsebuje: rože so tukaj preprosti dodatki glavnega motiva, ki ga sestavlja vaza.
Redon se s tem delom nedvomno želi pokloniti Paulu Gauguinu, v katerem občuduje »razkošnega in knežjega keramičarja«. O njem piše: »tam je ustvarjal nove oblike. Primerjam jih s floro primarne regije, kjer bi bila vsaka roža tip vrste, prepuščam sosednjim umetnikom, da jih zagotovijo s pripadnostjo sortam.« Od slikarja si sposodi kolorit in nenavadno veliko zasnovo motivov.
Pod vplivom Gauguina Redon obravnava vazo kot gmoto brez vzorca, zloženo na ravnino platna, ki ji zmečka zlato ozadje, kjer se zdi, da lebdijo drugi rastlinski motivi, in jo potopi v nedoločen prostor. Rastline zapustijo repertoar rastlinskih oblik in postanejo polovične lupine.

## Izvor
Slika je leta 1984 vstopila v zbirke Musée d'Orsay, država pa jo je sprejela kot zapuščino gospe Arï Redon v izpolnitvi želja njenega moža, sina umetnika.

## Razstave
Slika je na ogled v okviru razstave Les Choses. Zgodovina tihožitja v muzeju Louvre od 12. oktobra 2022 do 23. januarja 2023 med deli v prostoru, imenovanem »Preprosto življenje«.